# Mary Miller
Mary Miller (ur. 27 sierpnia 1959 w Oak Park) – amerykańska rolniczka i polityk, członkini Partii Republikańskiej i kongreswoman ze stanu Illinois (od 2021). Zasiada w Komisji Rolnictwa i Domowej Komisji Edukacji i Pracy.

## Biografia
Urodziła się w Oak Park i wychowała w Naperville. Uzyskała tytuł licencjata z zarządzania biznesem, oraz licencjat z edukacji podstawowej na Eastern Illinois University. Kandydując do Izby Reprezentantów pokonała swoją demokratyczną oponentkę stosunkiem głosów 73,4% do 26,6%.

## Życie osobiste
Jej mąż Chris Miller również zasiada w kongresie. Mają siedmioro dzieci i 17 wnucząt. Razem z mężem prowadzą farmę zbożową i hodowlaną w hrabstwie Coles. Jest nauczycielką w sieci szkół domowych. Razem z mężem uczęszczają do Kościoła Chrześcijańskiego w Oakland, z ruchu campbellitów.

## Poglądy
Kandydując do Izby Reprezentantów zadeklarowała:
„Chcę bronić wiary, rodziny i wolności. Zrobię wszystko, co w mojej mocy, aby podtrzymać Konstytucję Stanów Zjednoczonych i walczyć ze skrajnie lewicową agendą socjalistyczną, która jest szkodliwa dla przyszłości naszego kraju i jest pełna fałszywych obietnic”
Latem 2021 r. została ukarana grzywną za nienoszenie maski. Jej odwołanie zostało odrzucone. Atakowała wysiłki Bidena, w celu nakazu szczepień pracowników, nazywając je komunizmem. Jako zwolenniczka Drugiej Poprawki broni prawa do broni palnej. 
Sprzeciwia się aborcji i popiera wstrzymanie finansowania dla Planned Parenthood.